# Xenocypris
Xenocypris es un género de peces de la familia Cyprinidae y de la orden de los Cypriniformes. 

## Especies
- Xenocypris davidi Bleeker, 1871
- Xenocypris fangi T. L. Tchang, 1930
- Xenocypris hupeinensis (P. L. Yih, 1964)
- Xenocypris macrolepis Bleeker, 1871
- Xenocypris medius (Ōshima, 1920)
- Xenocypris yunnanensis Nichols, 1925

- Datos: Q2427405
- Especies: Xenocypris